# Manolici, Burgas
Manolici (în bulgară Манолич) este un sat în comuna Sungurlare, regiunea Burgas,  Bulgaria. 

## Demografie
Componența etnică a satului Manolici
     Bulgari (5,45%)
     Turci (65,64%)
     Nicio identificare (28,9%)
     Altele (0,66%)
La recensământul din 2011, populația satului Manolici era de 1.211 locuitori. Din punct de vedere etnic, majoritatea locuitorilor (65,64%) erau turci, cu o minoritate de bulgari (5,45%). Pentru 28,9% din locuitori nu este cunoscută apartenența etnică.